# Исследовательский институт космоса (Казахстан)
Исследовательский институт космоса (Институт космических исследований — научно-исследовательская организация Министерства образования и науки Казахстана. В настоящее время входит в состав Национального центра космических исследований и технологий.

## История

### Институт как самостоятельная организация
Институт был основан 12 августа 1991 года по инициативе академика АН Казахской ССР У. М. Султангазина. В его состав входили отделение математических вопросов зондирования на расстоянии, отделение физики металлов и космического материаловедения, центр приёма и обработки космической информации и центр геоинформационных систем. Целью создания института стала не только разработка первой национальной космической программы в Казахстане, но и создание методов и технологий космического мониторинга и экологического прогнозирования.
Институт координировал все три казахстанские научно-исследовательские программы на борту советско-российской орбитальной станции «Мир»: Т. О. Аубакирова в 1991 году и Т. А. Мусабаева в 1994 и 1998 годах. План полёта Мусабаева на МКС в 2001 году также разрабатывался специалистами института.
Другие направления научно-исследовательских работ института — разработка научных основ зондирования на расстоянии, космического мониторинга, геоинформационных технологий исследования и управления природно-территориальным комплексами, космическое материаловедение и физика металлов. Институт считался ведущей организацией по созданию экологических природно-ресурсных систем мониторинга на территории Казахстана, а также занимался исследованием вопросов экологической безопасности космодрома Байконур.

### В составе других организаций
В 2004 году Институт космических исследований вместе с Институтом ионосферы и Астрофизическим институтом имени В. Г. Фесенкова вошёл в состав Центра астрофизических исследований на правах дочернего государственного предприятия.
Постановлением Правительства Республики Казахстан от 22 января 2008 года № 38 Центр астрофизических исследований был преобразован в акционерное общество «Национальный центр космических исследований и технологий».